# Rika Geyser
Rika Geyser (ur. 28 sierpnia 1978 w Johannesburgu) – południowoafrykańska wioślarka, reprezentantka Republiki Południowej Afryki w wioślarskiej jedynce podczas Letnich Igrzysk Olimpijskich w Pekinie.

## Osiągnięcia
- Mistrzostwa Świata – St. Catharines 1999 – dwójka podwójna – 13. miejsce[1].
- Mistrzostwa Świata – Sewilla 2002 – dwójka bez sternika – 5. miejsce[1].
- Mistrzostwa Świata – Mediolan 2003 – dwójka bez sternika – 11. miejsce[1].
- Mistrzostwa Świata – Gifu 2005 – jedynka – 11. miejsce[1].
- Igrzyska Olimpijskie – Pekin 2008 – jedynka – 13. miejsce[1].